# Francesco Lodi
Francesco Lodi (ur. 23 marca 1984 w Neapolu) – włoski piłkarz występujący na pozycji ofensywnego pomocnika lub napastnika. Obecnie gra w Catanii.

## Kariera klubowa
Francesco Lodi jest wychowankiem Empoli FC, a do kadry pierwszego zespołu został włączony w 1999. W barwach włoskiej drużyny zadebiutował podczas sezonu 2000/2001, kiedy to Empoli występowało w drugiej lidze. Lodi do 2004 rozegrał tylko 4 spotkania dla swojego zespołu, a w Serie A zadebiutował 8 listopada 2003 podczas przegranego 0:2 meczu z Sampdorią. W styczniu piłkarz został wypożyczony do Vicenzy. W nowym klubie zagrał 11 razy, jednak ani razu nie udało mu się strzelić bramki. Sezon 2004/2005 Lodi spędził już w Empoli i w 27 ligowych pojedynkach zdobył 6 goli. W kolejnych rozgrywkach stracił już swoją skuteczność i przez 17 spotkań pierwszej ligi nie strzelił ani jednej bramki.
W 2006 połowę praw do karty włoskiego gracza wykupiło Frosinone. W sezonie 2007/2008 Lodi strzelił w Serie B 20 bramek i zajął siódme miejsce w klasyfikacji najlepszych strzelców. Frosinone w ligowej tabeli zajęło dziesiąte miejsce, a po zakończeniu rozgrywek Lodi powrócił do Empoli. W sezonie 2008/2009 strzelił 12 goli w 40 meczach Serie B, a Empoli przegrało baraże o awans do pierwszej ligi z Brescią.
28 sierpnia 2009 Lodi został wypożyczony do Udinese Calcio, gdzie stał się rezerwowym. 18 października strzelił honorowego gola w przegranym 1:3 meczu z Atalantą. Latem 2010 został sprzedany do Frosinone. W barwach tego zespołu rozegrał 23 ligowe mecze, w których zdobył siedem bramek.
31 stycznia 2011 podpisał kontrakt z występującą w Serie A Catanią. Zadebiutował 2 lutego w zremisowanym 1:1 meczu z Ceseną, a pierwszą bramkę zdobył 11 dni później w zwycięskim 3:2 spotkaniu z Lecce. Sezon zakończył z 16 meczami na końcu, a kolejne rozgrywki również rozpoczął jako podstawowy zawodnik sycylyjskiego zespołu.

## Kariera reprezentacyjna
Lodi ma za sobą występy w młodzieżowych reprezentacjach Włoch. Grał w drużynach do lat 16, 17, 18, 19 oraz 21, dla których łącznie rozegrał 41 meczów i strzelił 21 bramek. 14 października 2002 w spotkaniu drużyn do lat 19 z Litwą Lodi zdobył hat-tricka, a "Azzurini" wygrali 3:1. W 2003 wychowanek Empoli razem z drużyną narodową do lat 19 zdobył mistrzostwo Europy juniorów, a w finale Włosi pokonali 2:0 Portugalię. W kadrze do lat 21 piłkarz zadebiutował 15 sierpnia 2006 w pojedynku przeciwko Chorwacji. Pierluigi Casiraghi nie mógł powołać go na Euro 2007, ponieważ Lodi nie spełniał wymagań wiekowych.